# Papagaio-moleiro
Papagaio-moleiro (Amazona farinosa) (Bod.), conhecido popularmente como moleiro, ajuruaçu, juruaçu, juru, jeru, papagaio-moleiro e curica, é um papagaio que ocorre do México à Bolívia, no norte do estado brasileiro do Mato Grosso, no leste do Pará e também no Brasil oriental, em mata alta. É a maior espécie do gênero, medindo cerca de 40 cm de comprimento. Possui plumagem verde, coberta por um pó branco (origem de seu nome científico), boné geralmente amarelo, azul e vermelho (daí o nome "moleiro", numa referência à fontanela), bico e anel perioftálmico brancos, espelho alar vermelho e cauda longa com extremidade verde-clara.

## Etimologia
"Juruaçu" é derivado do tupi yurua'su, que significa "ajuru (ou juru) grande". "Juru" deriva de "ajuru". "Jeru" deriva de "ajeru".